# Đô thứ
Đô thứ (viết tắt là Cm), còn được gọi là Si thăng thứ (viết tắt là B♯m) là một cung thứ dựa trên nốt Đô (C), bao gồm các nốt sau Đô (C), Rê (D), Mi giáng (E♭) , Fa (F), Sol (G), La giáng (A♭), Si giáng (B♭) và Đô. Bộ khóa của  nó có 3 dấu giáng.
Trong thời kỳ Baroque, nhạc của cung Đô thứ thường có bộ khoá với 2 dấu giáng và một vài bản nhạc hiện nay đã được biên tập lại vẫn giữ bộ khoá như vậy.
Cung thể tương đương (relative key) với nó là cung Mi giáng trưởng và cung thể cùng bậc (parallel key) với nó là cung Đô trưởng.
Hai bản concerto viết cho piano mà Mozart đã viết ở cung thứ, một trong số đó là ở cung Đô thứ, bản Số 24.
Đô thứ thường được sử dụng để viết về các cuộc đấu tranh anh hùng, Beethoven đã viết tác phẩm Giao hưởng số 5 ở cung này. Ba trong số 10 bản giao hưởng được đánh số của Anton Bruckner được viết ở giọng Đô thứ.

## Các tác phẩm viết ở cung này
- Baby, One More Time - Britney Spears
- Over - Lindsay Lohan
- Fly Robin Fly - Silver Convention
- Just One Fix - Ministry
- Ride Like the Wind - Christopher Cross
- Die Another Day - Madonna
- Toxicity - System of a Down
- Since I've Been Loving You - Led Zeppelin
- A View to a Kill - Duran Duran
- Sweet Dreams - Eurythmics
- Shake your booty - KC and the Sunshine Band
- Hà Nội, tình yêu của tôi - Văn Dung
- Hà Nội mùa thu - Vũ Thanh
- Étude Revolutionary - Chopin